# Museo Peppone e Don Camillo
Il Museo Peppone e Don Camillo è un museo, situato a Brescello, in provincia di Reggio Emilia, dove sono custoditi cimeli e materiali di scena dai cinque film che hanno avuto protagonisti Fernandel e Gino Cervi nei panni di Don Camillo e Peppone, personaggi creati dallo scrittore Giovannino Guareschi. Il museo è stato inaugurato il 16 aprile 1989 ed è frutto degli sforzi e dell'entusiasmo di un gruppo di volontari guidati da Erminio Bertoli.

## Il museo
Il museo, situato in via De Amicis a Brescello, è gestito dalla pro loco brescellese. Ogni anno è visitato da decine di migliaia di turisti provenienti da ogni parte d'Italia e del mondo.

### I cimeli e il materiale di scena

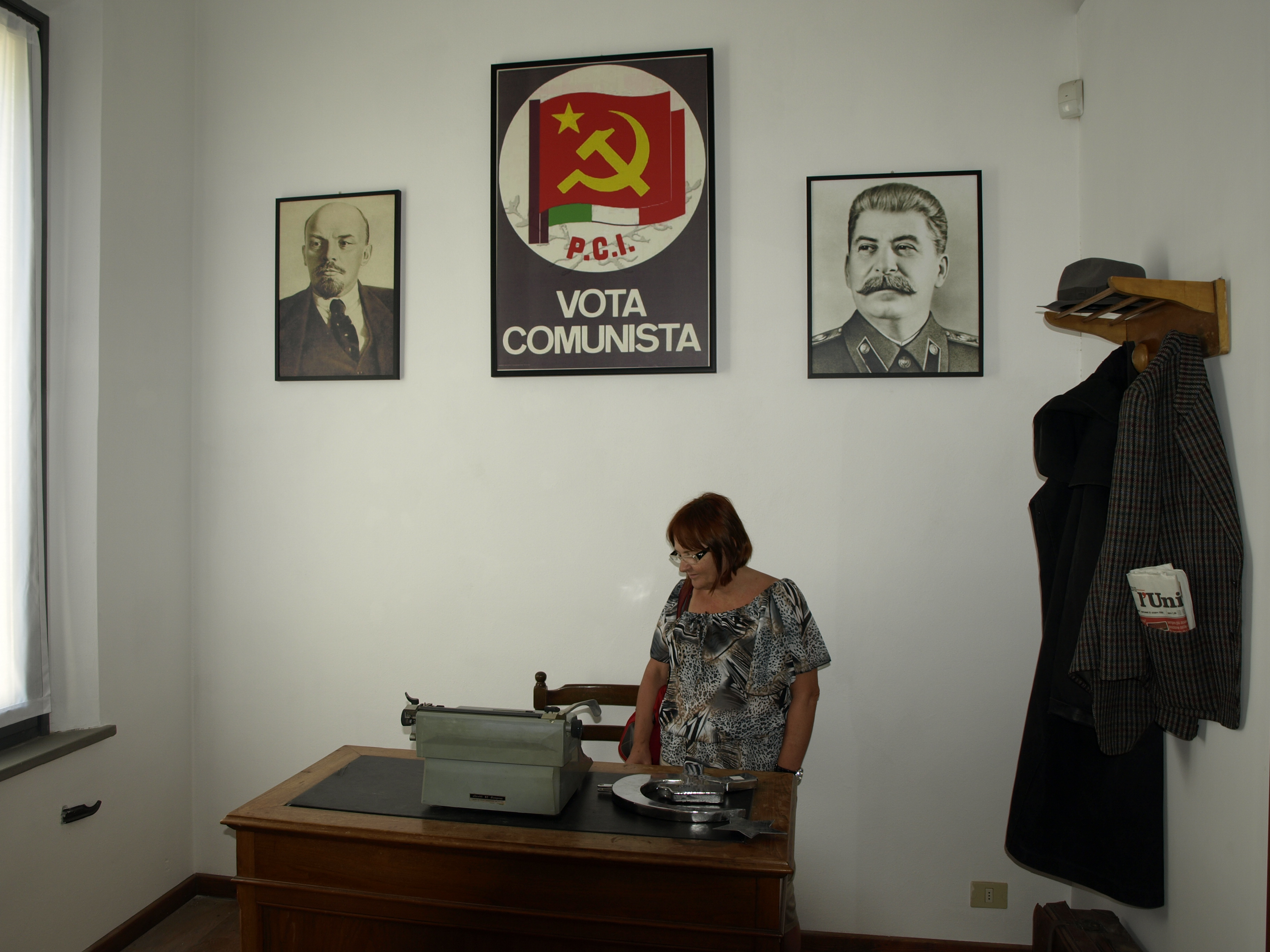
L'ufficio di Peppone

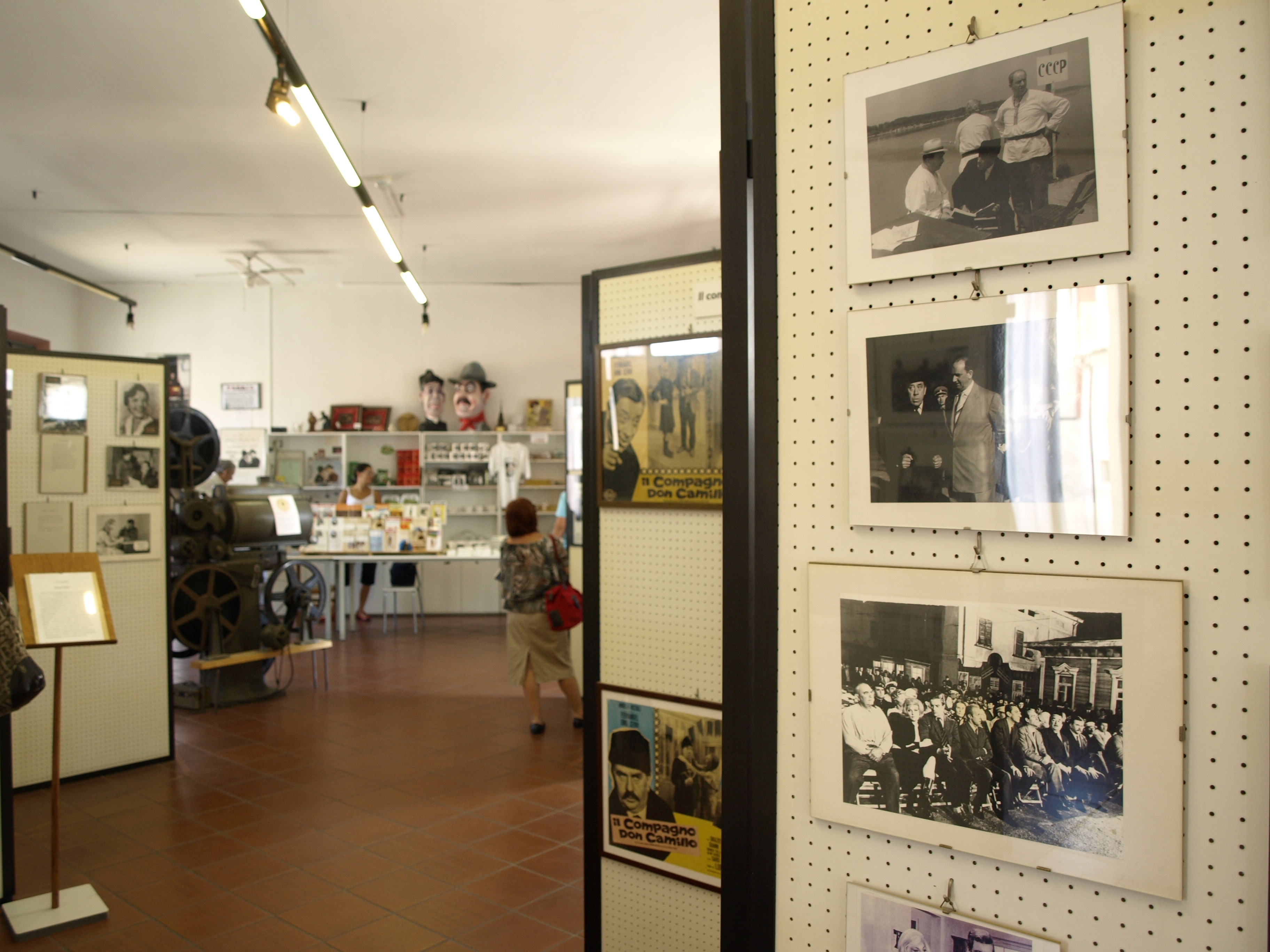
L'interno del museo

All'interno del museo sono custoditi gli oggetti di scena originali, come le biciclette utilizzate dai protagonisti del film, il sidecar Moto Guzzi 500 Alce dal film Don Camillo e l'onorevole Peppone, l'ufficio di Peppone e alcuni mobili provenienti dalla canonica di Don Camillo e dalla cucina di Peppone.
Vi è anche la falce e martello donata dai compagni russi durante il gemellaggio nel film Il compagno don Camillo. È visibile anche l'abito talare, utilizzato da Fernandel.
Vi sono le fotografie, scattate sui set brescellesi, le locandine d'epoca, i copioni con le annotazioni dei vari registi che si sono susseguiti, i ciak e le macchine da presa.
Sul piazzale antistante è possibile vedere un carro armato simile a quello utilizzato in Don Camillo e l'onorevole Peppone (protagonista del film è un M24 Chaffee, anche se alcuni erroneamente lo scambiarono per il più noto Sherman, mentre quello esposto oggi è un M26 Pershing dell'Esercito Italiano).
Sempre all'esterno, a fianco dell'edificio, si trova la locomotiva a vapore che trainava il trenino locale, visibile nei film Don Camillo, Il ritorno di don Camillo e Don Camillo monsignore... ma non troppo.

### I luoghi di Don Camillo e Peppone
Lungo le vie di Brescello è possibile vedere numerosi luoghi presenti nei film:
- sotto i porticati di Via Giglioli è stata appesa la campana della torre civica voluta da Peppone nel film Don Camillo monsignore... ma non troppo[5].
- In Viale Venturini è situata la piccola stazione ferroviaria di Brescello, visibile nei primi quattro film.
- Sotto i portici di Via Panizzi si trova la casa di reclutamento delle comparse, dove per le cinque produzioni cinematografiche, i registi, gli assistenti e i produttori scelsero figuranti e comparse tra gli abitanti di Brescello.
- In Piazza Matteotti si trova il palazzo del municipio, i bar e i porticati, dirimpetto si trova la chiesa parrocchiale di Brescello.
- All'incrocio dell'ex-statale 62 della Cisa angolo Via Quadra Tagliata per frazione Ghiarole si trova la celebre cappella della "Madonnina del Borghetto", ovvero la cosiddetta "cappelletta della discordia" nel film Don Camillo monsignore... ma non troppo.

### Il Cristo "parlante"
Il crocifisso che conversava con Don Camillo è custodito ed è visibile nella parrocchia di Brescello. Viene utilizzato ancora oggi una volta all'anno per la benedizione solenne del fiume Po.